# Прорубська волость
Прорубська волость — адміністративно-територіальна одиниця Сумського повіту Харківської губернії.
На 1862 рік до складу волості входили:
- слобода Проруб;
- хутір Гольшевський
- хутір Перший Соханів
- хутір Другий Соханів
- хутір Соляників
- хутір Олексеєнків
- хутір Вирівців
- хутір Сорокин
- хутір Гуринів
- хутір Бубликів
- хутір Бойків
- хутір Гевлічев
- хутір Гириків
- хутір Фоменків
- хутір Подобріїв
- хутір Лубенців
- хутір Коломійців
- хутір Сердюків
- хутір Дулів
- хутір Ороб'ївський
- хутір Головачів

Найбільше поселення волості станом на 1914 рік:
- село Проруб — 4007 мешканців.
- заштатне місто Білопілля — 21992 мешканці.

Старшиною волості був Кондрашенко Віктор Григорович, волосним писарем — Солодків Іван Іванович, головою волосного суду — Великодний Артем Авксентійович.